# Brenica (Serbia)
Brenica (cyr. Бреница) – wieś w Serbii, w okręgu niszawskim, w mieście Nisz. W 2011 roku liczyła 522 mieszkańców.